# بيجارية لاطئة
بيجارية لاطئة (الاسم العلمي:Bejaria subsessilis) هي نوع من النباتات تتبع جنس البيجارية من الفصيلة الخلنجية.